# Willard Burleson

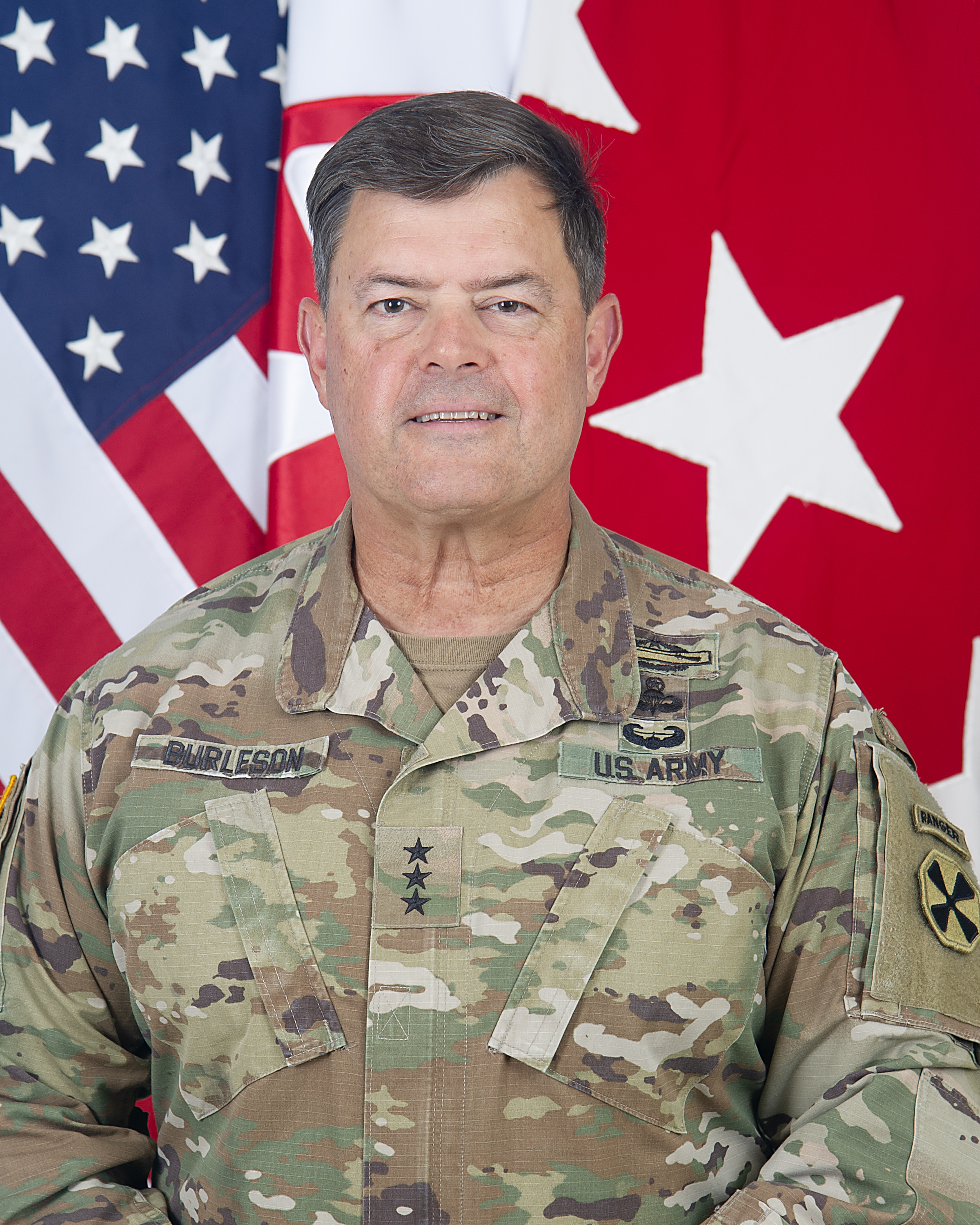
Willard McKenzie Burleson III (2023)

Willard McKenzie Burleson III (* 9. Oktober 1965 in Philadelphia, Pennsylvania) ist ein pensionierter Generalleutnant der United States Army. Zwischen 2020 und 2024 kommandierte er die 8. Armee.
In den Jahren 1984 bis 1988 durchlief Burleson die United States Military Academy in West Point. Nach seiner Graduation wurde er als Leutnant der Infanterie zugeteilt. In der Armee durchlief er anschließend alle Offiziersränge vom Leutnant bis zum Drei-Sterne-General.
Im Lauf seiner militärischen Karriere absolvierte er verschiedene Kurse und Schulungen. Dazu gehörten unter anderem das Command and General Staff College und das United States Army War College.
In seinen jüngeren Jahren absolvierte er den für Offiziere in den niederen Rangstufen üblichen Dienst in unterschiedlichen Einheiten und Standorten. Dazu gehörten auch Aufgaben als Stabsoffizier in verschiedenen Hauptquartieren. Gleich zu Beginn seiner Laufbahn diente er in der 7. Infanteriedivision, die damals in Fort Ord in Kalifornien stationiert war. Zwischenzeitlich wurde er mit Teilen der Division nach Ägypten auf die Sinai-Halbinsel versetzt. Ende Dezember 1989 war er an der US-Invasion in Panama beteiligt.
Im weiteren Verlauf seiner militärischen Karriere kommandierte Willard Burleson militärische Einheiten auf fast allen Ebenen bis zum Armeekommandeur. In Italien kommandierte er eine Luftlandekompanie, mit der er auch in Bosnien und Herzegowina eingesetzt war. Danach war er Stabsoffizier beim United States Army Training and Doctrine Command (TRADOC). Es folgte eine Versetzung zum Stab der 82. Luftlandedivision, die in Fort Bragg stationiert war. Mit dieser Division war er unter anderem im Kosovo und in Afghanistan eingesetzt.
Im weiteren Verlauf wurde Willard Burleson Mitglied im Stab des XVIII. Luftlandekorps, wobei er unter anderem in Afghanistan eingesetzt war. Im Irak gehörte er dem Multi-National Corps Iraq an, das von der XVIII. Luftlandedivision geleitet wurde. Danach wurde er zur 10. Gebirgsdivision versetzt, wo er ein Bataillon kommandierte. Dabei wurde er erneut in den Irak zum Multi-National Corps versetzt.
Nach seinem zwischenzeitlichen Studium am War College erhielt er das Kommando über die 1. Brigade der 10. Gebirgsdivision. Diese war im Krieg in Afghanistan eingesetzt. Es folgte eine Versetzung zum Fort Johnson in Louisiana, wo er eine Abteilung des Joint Readiness Training Centers leitete.
Am 2. Juli 2014 erreichte Willard Burleson mit seiner Beförderung zum Brigadegeneral die Generalsränge. Gleichzeitig wurde er zum United States Army Combined Arms Center in Fort Leavenworth in Kansas versetzt, wo er in den Jahren 2014 bis 2016 eine Abteilung (Mission Command Center of Excellence) leitete. Zwischen Mai 2016 und Juni 2017 gehörte Burleson zum erweiterten Stab des Verteidigungsministeriums. Dabei war er als Berater für Angelegenheiten in Bezug auf den Krieg in Afghanistan tätig. Am 2. April 2017 erfolgte seine Beförderung zum Generalmajor. Zwischen August 2017 und August 2019 kommdierte er die in Fort Lewis stationierte 7. Infanteriedivision.
Nach dem Ende seiner Zeit als Divisionskommandeur wurde Burleson nach Südkorea versetzt. Dort war er zwischen September 2019 und Oktober 2020 Stabsoffizier für Operationen beim kombinierten Kommando, das aus dem United Nations Command, dem gemeinsamen amerikanisch-südkoreanischen Truppenkommando und den United States Forces Korea besteht. Am 2. Oktober 2020 wurde er zum Generalleutnant ernannt und mit dem Kommando über die ebenfalls in Südkorea stationierte 8. Armee betraut. Gleichzeitig wurde er Stabschef des oben erwähnten kombinierten Kommandos. Diese Aufgaben bekleidete er bis zum 5. April 2024, als Christopher LaNeve seine Nachfolge antrat. Gleichzeitig trat Willard Burleson in den Ruhestand. 

## Orden und Auszeichnungen
Willard Burleson III erhielt im Lauf seiner militärischen Laufbahn unter anderem folgende Auszeichnungen:
- Army Distinguished Service Medal
- Defense Superior Service Medal
- Legion of Merit
- Bronze Star Medal
- Defense Meritorious Service Medal
- Meritorious Service Medal
- Joint Service Commendation Medal
- Army Commendation Medal
- Army Achievement Medal
- Joint Meritorious Unit Award
- Meritorious Unit Commendation
- Superior Unit Award
- National Defense Service Medal
- Armed Forces Expeditionary Medal
- Southwest Asia Service Medal
- Kosovo Campaign Medal
- Afghanistan Campaign Medal
- Iraq Campaign Medal
- Global War on Terrorism Expeditionary Medal
- Global War on Terrorism Service Medal
- Korea Defense Service Medal
- Armed Forces Service Medal
- NATO-Medaille
- Multinational Force and Observers Medal
- Kuwait Liberation Medal (Kuwait)